# بث اسپرینگز (تنسی)
بث اسپرینگز (به انگلیسی: Bath Springs) یک منطقهٔ مسکونی در ایالات متحده آمریکا است که در شهرستان دکیتور، تنسی واقع شده‌است. بث اسپرینگز ۱۲۷٫۱ متر بالاتر از سطح دریا واقع شده‌است.